# 奥朗普斯
奥朗普斯（法語：Olemps，法語發音：[olɛ̃ps]），法国南部城市，奥克西塔尼大区阿韦龙省的一个市镇，隶属于罗德兹区，其市镇面积为12.79平方公里，2022年1月1日时人口数量为3,531人，在法国城市中排名第3,210位。
奥朗普斯位于阿韦龙省中南部，省会罗德兹市区西南部，是罗德兹的一个近郊卫星城。

## 地名来源
“奥朗普斯”一名的来源尚存在争议，可能与人名Lentius有关。
奥朗普斯所处区域历史上曾通行鲁埃格方言，“Olemps”的奥克语拼写与其法语形式相同。

## 历史

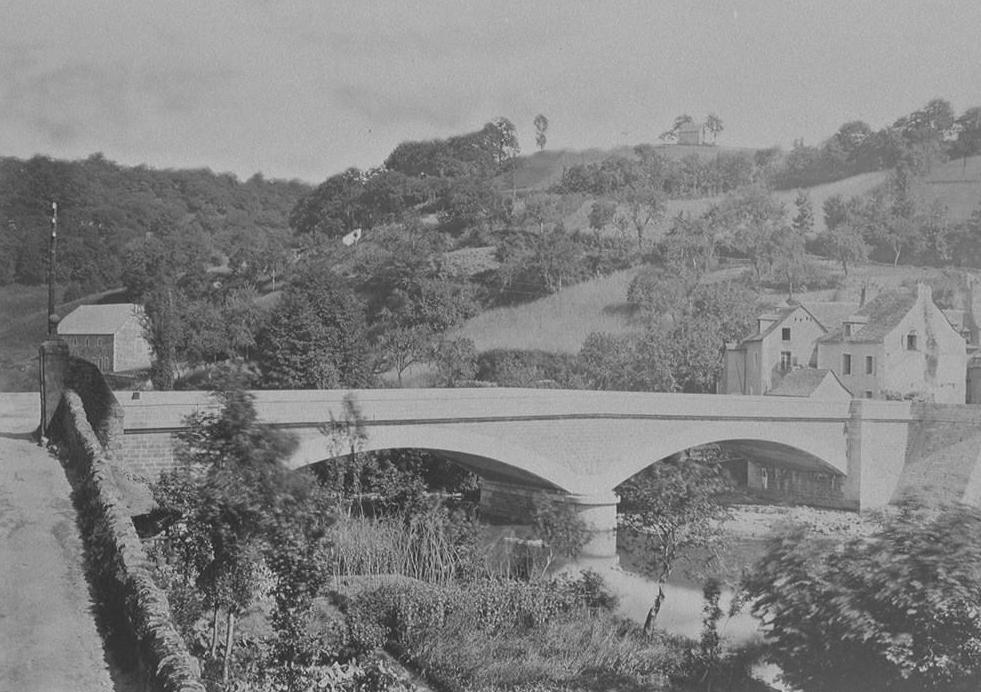
19世纪末的穆利讷桥

奥朗普斯的早期历史尚不清楚，中世纪时，该区域长期为罗德兹伯爵的一处领地。根据罗德兹城市圈官方网站的描述，奥朗普斯自12世纪起成为圣阿芒堂区的一部分。中世纪末期，奥朗普斯附近的阿韦龙河畔出现了水力磨坊。15世纪时，当地兴建了横跨阿韦龙河的穆利讷桥以及一处道路十字架。法国大革命后，奥朗普斯被整合为圣拉德贡德的一部分，后者为阿韦龙省的一个市镇。1837年，奥朗普斯从圣拉德贡德脱离，成为独立市镇。工业革命期间，途径奥朗普斯的卡斯泰尔诺达里－罗德兹铁路建成运营。二战后，随着罗德兹的城市扩张，奥朗普斯人口数量逐年增加，成为罗德兹的一个近郊卫星居民区。

## 地理

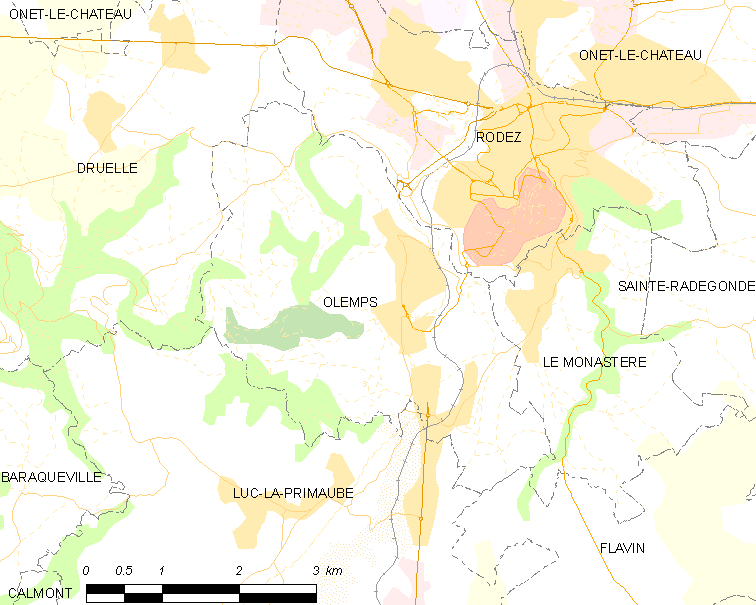
奥朗普斯市镇范围地图

奥朗普斯位于法国南部，奥克西塔尼大区中北部和阿韦龙省中南部，距离省会罗德兹大约3公里。与奥朗普斯接壤的市镇包括：罗德兹、德吕埃勒-巴尔萨克、吕克-拉普里莫布和勒莫纳斯泰尔。

### 地形
奥朗普斯位于法国中央高原腹地，境内以山地和丘陵为主，市镇中心位于一处丘陵顶端，部分区域起伏明显，全境海拔在490到639米之间。

### 水文
奥朗普斯位于加龙河流域，其右岸支流阿韦龙河呈“S”型自东向西流经境内，其主城区位于河流左岸。因河流侵蚀及风化作用，该河河面明显低于两侧陆地，形成高差明显的河谷地貌。

### 植被
奥朗普斯属于温带阔叶混交林区，林地广泛分布于河谷及山坡地区。
在鲜花城市的评比中，奥朗普斯被评为1星级鲜花城市。

### 气候
奥朗普斯在柯本气候分类法中属于带有地中海气候特征的山地气候。

## 行政区划
奥朗普斯的市镇编号为12174，邮政编号为12510。
在行政管理方面，奥内堡隶属于法国奥克西塔尼大区阿韦龙省罗德兹区；在地方选举方面，奥朗普斯隶属于北莱沃祖县，其市镇范围全境被划入阿韦龙省第一选区；在社会管理方面，奥朗普斯是罗德兹城市圈公共社区的组成部分。
截至2023年10月，奥朗普斯市镇范围内暂无任何城市敏感街区及城市政策优先街区。
法国国家统计与经济研究所（简称）在进行数据统计时，将奥朗普斯及相邻的另外5个市镇设为罗德兹城市核心区，并将包括核心区在内的周边共38个市镇划为罗德兹城市区。自2020年起，罗德兹城市区被包含68个市镇的罗德兹城市辐射区代替。此外，还将奥朗普斯市镇整体看作一个“块区”（IRIS），以便于统计人口分布情况。

## 交通

### 公路
法国国道N88线和多条阿韦龙省省道在奥朗普斯境内交汇。
| 42 | 53 |

| 罗德兹 | 4 |

| 勒莫纳斯泰尔 | 3.5 |

| 鲁埃格自由城 | 55 |

2018年，88.1%的奥朗普斯家庭拥有至少一辆私人汽车。2019年，奥朗普斯境内共发生各类交通事故1起，造成1人受伤。

### 铁路
奥朗普斯位于卡斯泰尔诺达里－罗德兹铁路上，该铁路未在奥朗普斯境内设立站点。距离奥朗普斯最近的运营中的客运铁路车站为6公里外的罗德兹站，该站停靠前往巴黎的城际夜班车以及前往图卢兹和布里夫两个方向的区域列车。

### 航空
距离奥朗普斯最近的民用航空站为罗德兹机场，距离奥朗普斯市中心的公路里程约15公里。

### 城市公共交通
奥朗普斯是罗德兹城市公共交通（商业名称为）的服务范围，后者是罗德兹城市圈公共社区的城市公共交通系统。截至2022年11月，该系统共包括12条常规公交线路，其中B线和J线经过了奥朗普斯市区。

## 政治

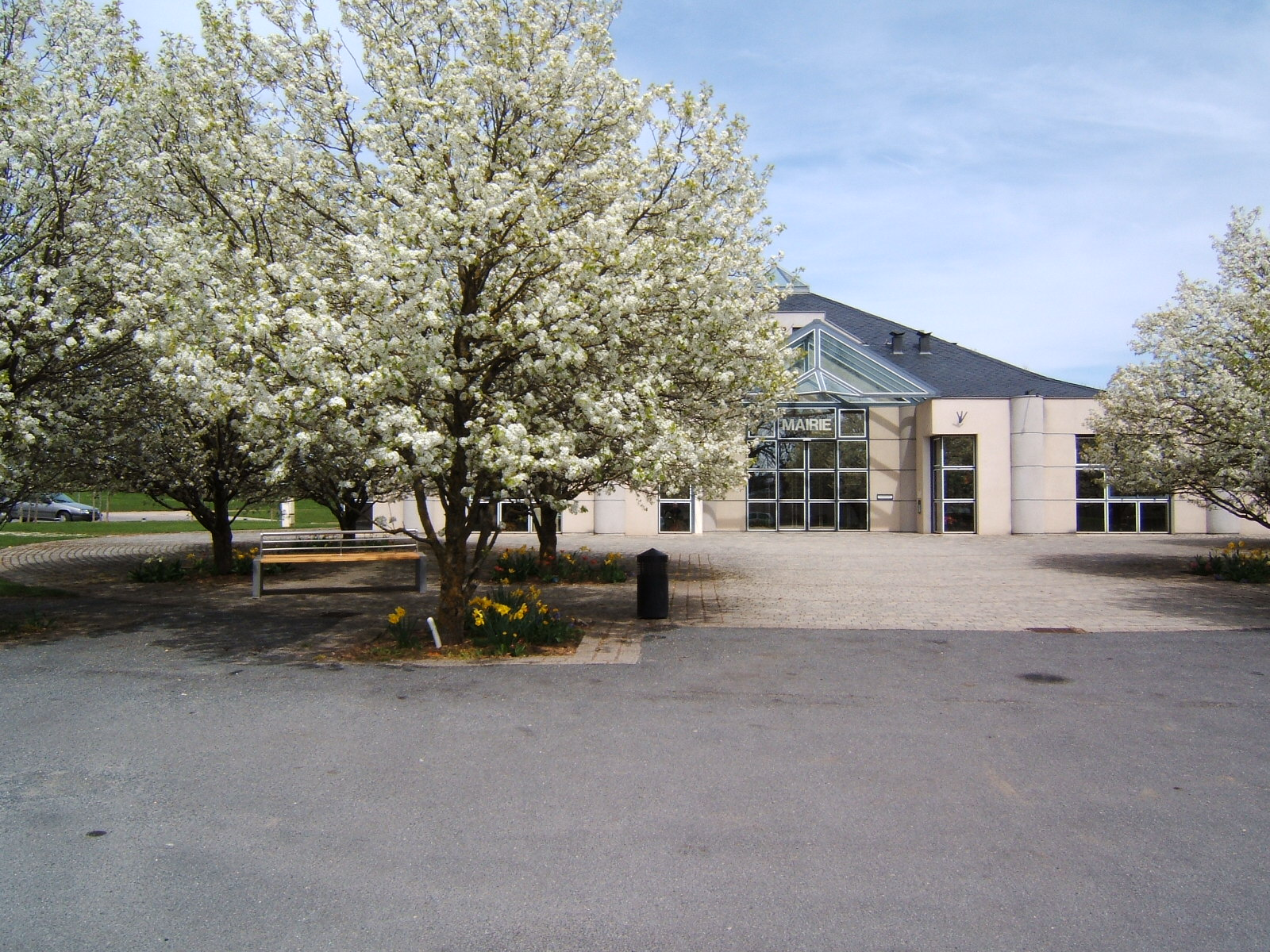
奥朗普斯市政厅

奥朗普斯的现任市长为茜尔维·洛佩女士（Sylvie LOPEZ），她是一名无党派人士，在2020年的市政选举中获得了100.00%的支持率（无其他候选人）。
在2022年的法国总统大选中，埃马纽埃尔·马克龙在奥朗普斯获得了68.52%的支持率。

## 人口
2020年，奥朗普斯市镇人口数量为3,471，在法国排名第3,210位。其中男性1,625人，女性1,846人，75岁及以上人口占11.5%，外籍人口数量为64人，人口密度为271人/平方公里，当地居民被称为（男性）或（女性）。2021年，奥朗普斯境内出生35人，死亡人口57人。
| 奥朗普斯1901年－2019年人口变化情况 |
|                                    |
| 数据来源：Cassini、INSEE           |

## 经济
奥朗普斯是罗德兹的一个近郊卫星城。截止2022年9月，奥朗普斯市镇范围内共有各类用人单位（包含自雇）477家，平均历史为15年，其中98.81%为中小型企业（PME），2022年9月至11月间，当地的经济活力指数为1.47%。（大型零售）、（货运）及（房屋隔热设施）是当地2021年营业额最高的三个企业，分别为34,023,008欧元10,236,780欧元和6,571,794欧元。

## 财政与居民收入
2020年，奥朗普斯的财政收入总额为2,196,730欧元，财政支出总额为1,834,700欧元，当年的债务总额为785,140欧元。2021年，奥朗普斯共获得312,455欧元的国家财政补助，比上一年减少了1.95%。
2019年，奥朗普斯的人均月收入总额为2,190欧元，其中高级职员为3,661欧元，低于法国平均水平（4,230欧元）；中级职员为2,279欧元，低于法国平均水平（2,411欧元）；普通职员为1,745欧元，高于法国平均水平（1,740欧元）。
2022年，奥朗普斯境内的青壮年（15至64岁）失业率为5.1%，当地52.1%的家庭拥有纳税资格，平均纳税2,958欧元，低于法国平均水平（4,393欧元）。

## 社会事务

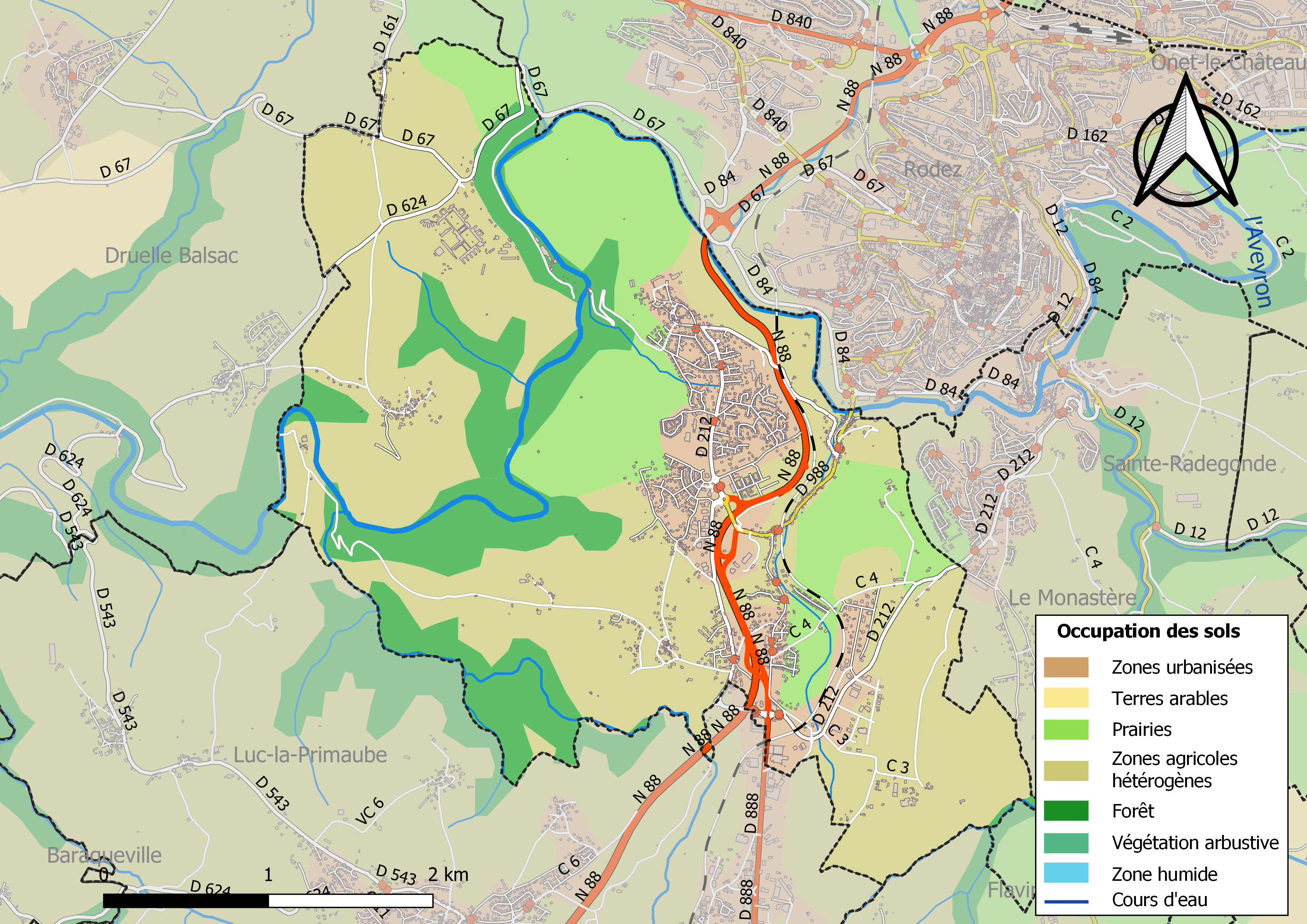
奥朗普斯土地利用情况地图

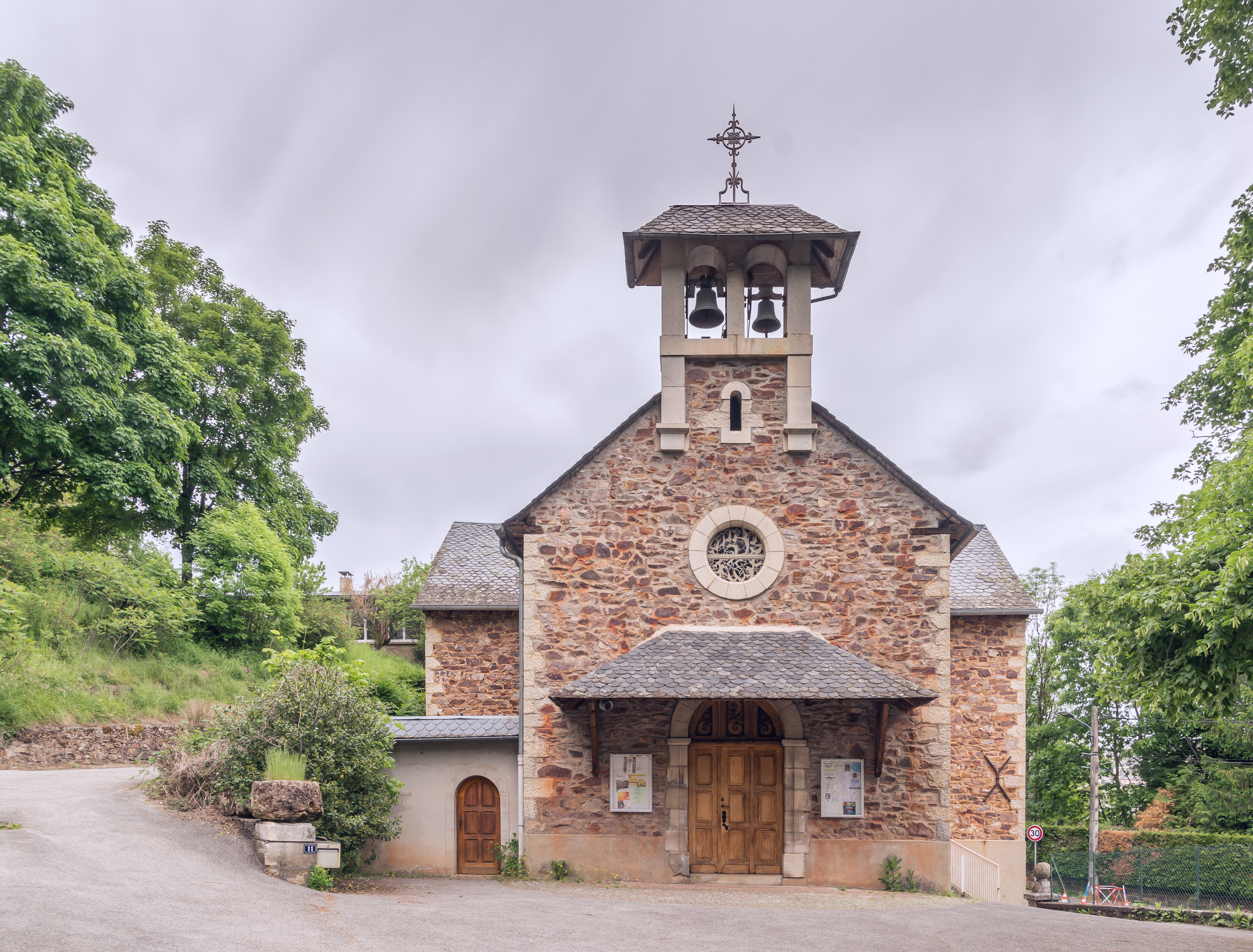
拉穆利讷圣阿芒教堂

### 教育
奥朗普斯属于图卢兹学区。截止2020年1月1日，奥朗普斯境内共有2所小学。

### 医疗
截止2020年1月1日，奥朗普斯境内共有全科医生2名、保健师4名、牙医1名和护士4名。境内共有药房1家、养老院1家、残疾人帮扶中心1家。
距离奥朗普斯最近的区域性医疗机构为罗德兹中心医院（Centre Hospitalier de Rodez），其主病区位于罗德兹市区西部，距离奥朗普斯的正常车程在10分钟以内，该院设有床位433个，是当地规模最大的公立综合性医院。

### 住房
2018年，奥朗普斯境内共有各类住房1,569套，其中76.7%为独立式居民区，22.8%为集中式居民区。常住房屋占奥朗普斯市镇范围内居民建筑总量的92.9%。
在住房保障政策方面，2020年，奥朗普斯境内共有150户家庭获得了住房经济补助，受益人数占总人口数量的4.4%，其中131份为房租补助。

### 商业
2019年，奥朗普斯境内共有各类实体商铺65家，其中餐厅3家、杂货店1家、面包房2家、装饰品店2家、美容美发店4家、汽车维修店6家。市区南部建有一家Super U超市。

### 体育
2020年，奥朗普斯境内共有1间体育馆、3处网球场以及2处足球或橄榄球场。
截至2023年10月，奥朗普斯足球体育联盟（AS Olemps Football，编号520605）是当地唯一的注册足球俱乐部，该队成立于1964年，其主队2023至2024赛季参加阿韦龙省足球联赛乙组（法国第十级别），其主场为亨利·蒙塔尔球场（Stade Henri Montal）。

### 环境
奥朗普斯的环境事务由其所属的罗德兹城市圈公共社区负责。2019年，奥朗普斯境内暂无污染企业。

### 治安
奥朗普斯所在地是罗德兹警区（zone police de Rodez）的管辖范围。2020年，该警区辖区内共4个市镇累计发生各类案件1,317起，其中盗窃类案件541起，经济类案件123起，毒品交易类案件127起。

## 文化

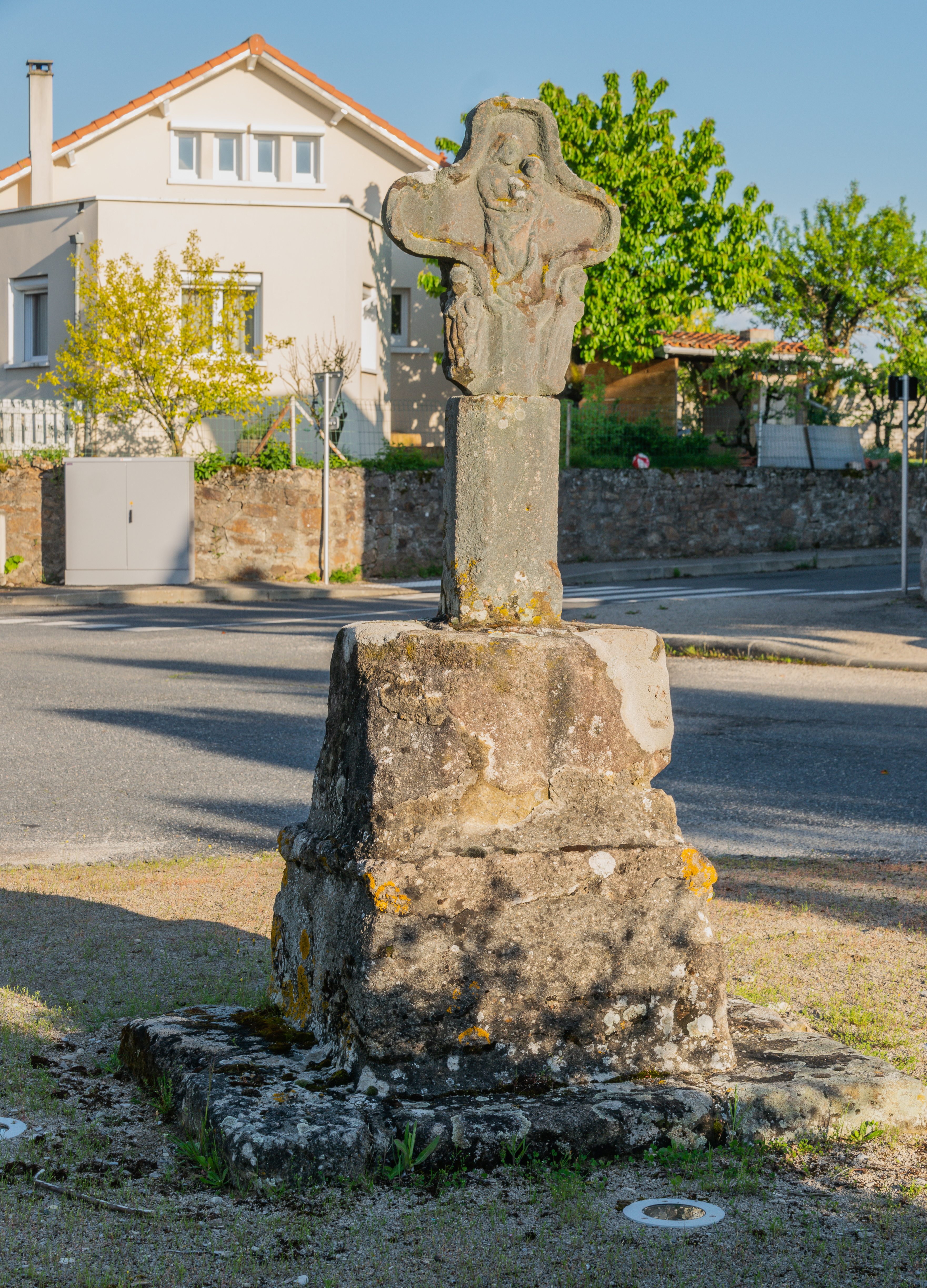
道路十字架

2020年，奥朗普斯境内暂无任何文化设施。奥朗普斯市政府提供多媒体中心，每周二、三、五、六向公众开放。

### 建筑
奥朗普斯境内有多处历史建筑，其中道路十字架建于15世纪，现为法国国家文物保护单位，拉穆利讷圣阿芒教堂（église Saint-Amans de la Mouline）是当地的地标性建筑物。

### 旅游
奥朗普斯的旅游事务由其所属的罗德兹城市圈公共社区负责。2021年，奥朗普斯境内共有2家酒店共计70间房间。

### 媒体
法国主要的媒体均可在奥朗普斯接收，法国电视三台下属的奥克西塔尼大区频道在部分时段播出奥朗普斯所属区域的地方新闻。

## 友好城市
截至2023年3月，奥朗普斯暂未建立任何友好城市关系。